# Lípa ČSSR ve Vítkovicích
Lípa ČSSR ve Vítkovicích, nazývaná také Strom republiky, je významný strom - památná lípa malolistá (Tilia cordata) v sadu Jožky Jabůrkové v Ostravě-Vítkovicích. Geograficky se také nachází v nížině Ostravská pánev v Moravskoslezském kraji v Horním Slezsku.

## Historie a popis
Lípa ČSSR ve Vítkovicích byla slavnostně vysazena v říjnu 1968 a to k 50. výročí vzniku Československa. U stromu se nachází malý kamenný památník s názvem stromu a datací vysazení.

## Další informace
Lípa je přístupná v době otevření parku Jožky Jabůrkové.[zdroj?]

## Galerie

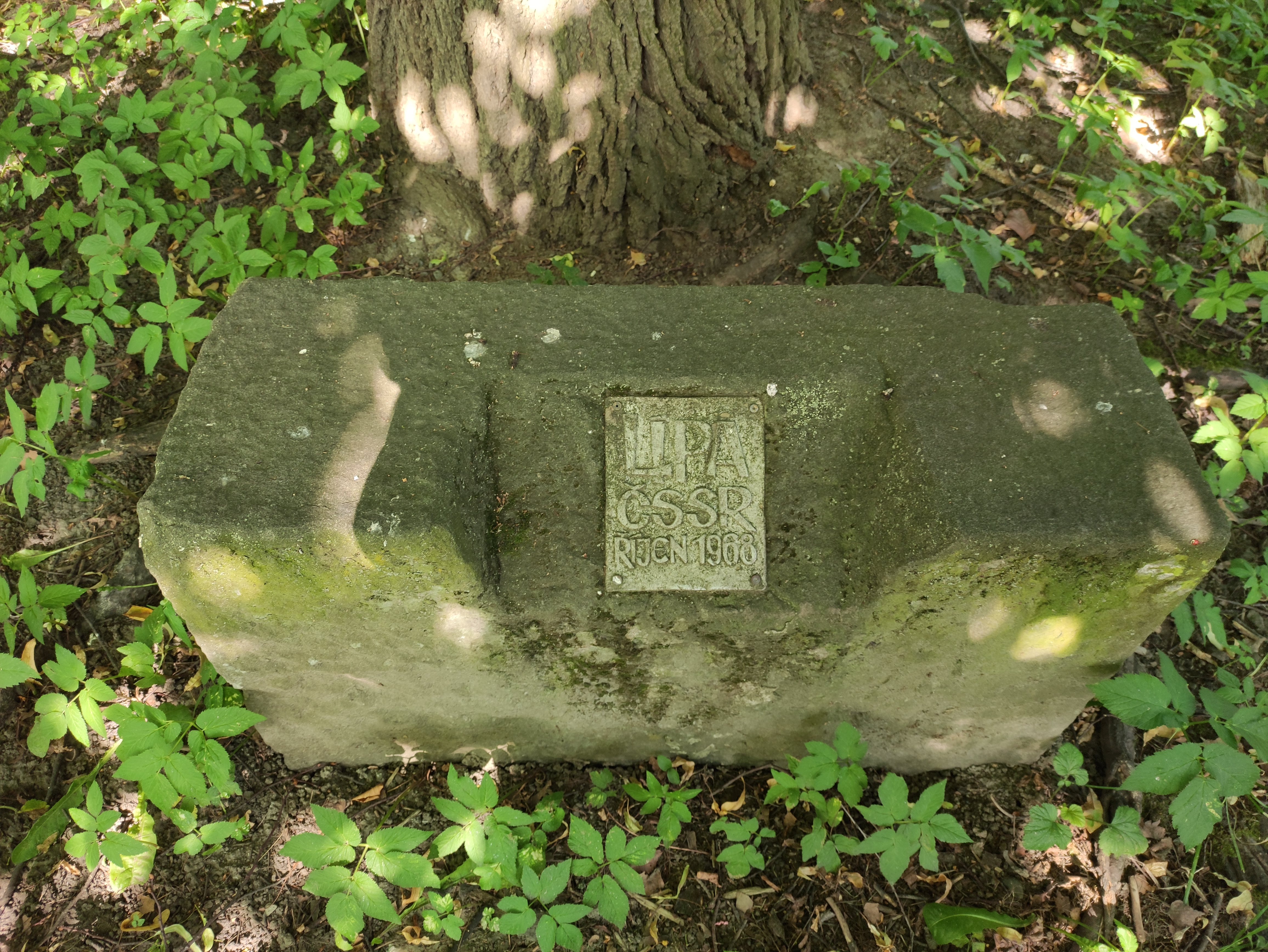
Pamětní kámen u stromu